# Как Москва уничтожала Украину
«Как Москва уничтожала Украину. На основе старинных украинских песен» (укр. «Як Москва нищила Україну. На підставі старих українських пісень») — историческое исследование Вячеслава Будзиновского, изданное отдельной книгой в 1917 году в Вене Союзом освобождения Украины. Текст произведения написан «желеховкой».

## Исторический фон
Основой для написания книги стала предыдущая работа Будзиновского — «Казацкие времена в народной песне, с заметками В. Будзиновского», изданной в 1906 году во Львове и получившей одобрительную рецензию Ивана Франко. До этого времени не существовало ни одного отдельно напечатанного сборника казацких дум. Так же отсутствовали значимые исследования украинских исторических песен. Будзиновскому принадлежит заслуга в решении этой проблемы. В 1907 году Вячеслав Будзиновский был избран послом в Рейхсрат австрийской части Австро-Венгрии. После того, как в сентябре 1914 года Львов заняли российские войска генерала Брусилова, Будзиновский переехал в Вену, где вступил в Союз освобождения Украины. В своем творчестве Будзиновский уже затрагивал тему влияния Москвы на Украину — еще находясь во Львове, он написал статью «Москвофильство: его причины и теории», а в марте 1917 года в «Вестнике Союза освобождения Украины» была опубликована статья Будзиновского «Старинные украинские песни о соседстве Украины с Московщиной».

## Содержание
Произведение состоит из отдельных разделов-очерков, каждый из которых охватывает отдельный период в истории последовательного уничтожения Российским государством самостоятельности Украины и украинского казачества. Каждый отдельный исторический очерк подкрепляется текстами народных украинских песен, обработанных автором книги.

### Разделы
- Как Москва травила татар на Украину?
- Кто защитил Украину от татар?
- Как Москва уничтожала украинское гетманское государство?
- Как Москва уничтожала Гетманщину?
- Как Москва уничтожала наших чумаков и крестьян?
- Как Москва истребляла украинское казачество тяжелыми работами?
- Как Москва уничтожала Украину рекрутчиной?
- Как Москали первый раз разрушали Запорожскую Сечь?
- Полтавский погром
- Как Москва помогала ляхам против украинских гайдамаков?
- Как Москва второй раз разрушала Сечь?
- Как Москва пыталась уничтожить недобитки казачества?
- Как Москва привела к гибели и задунайскую Сечь?
- Окончание

## Переиздание
Книга впоследствии несколько раз переиздавалась: в 1941 году в Кракове, а также в Тернополе в 1991 и 2017 годах.